# وادی البنات
وادی البنات یک منطقهٔ مسکونی در قطر است که در Al Daayen / Ad-Dawhah (municipality) واقع شده‌است. وادی البنات ۹٫۷ کیلومتر مربع مساحت دارد.